# Juliusz Ziomecki
Juliusz Ziomecki (ur. 18 grudnia 1928 w Kobryniu, zm. 7 lipca 2014 we Wrocławiu) – polski historyk i archeolog śródziemnomorski.

## Życiorys
Urodzony 26 marca 1928 r. w Kobryniu. Pochodził z rodziny inteligenckiej. Wychowywał się w Tarnowie, gdzie uczęszczał na tajne nauczanie. Po wojnie zdał maturę, a w 1959 r. ukończył studia w historyczne na Uniwersytecie Wrocławskim. Pracował kolejno w Archiwum Państwowym, Muzeum Śląskim we Wrocławiu i w latach 1954–1963 w Zakładzie Archeologii Antycznej PAN w Warszawie.
W Warszawie w 1963 r. obronił pracę doktorską, tam również uzyskał w 1973 r. habilitację. Po obronie pracy doktorskiej wrócił do Wrocławia i podjął pracę adiunkta na Uniwersytecie Wrocławskim, w 1974 r. awansował na stanowisko docenta, od 1991 r. na stanowisku profesora nadzwyczajnego. W latach 1981–1984 był dziekanem Wydziału Filozoficzno-Historycznego UWr, w latach 1988–1990 – prodziekanem, a od 1993 r. kierownikiem Zakładu Historii Starożytnej w Instytucie Historycznym. Z Uniwersytetem Wrocławskim związany był zawodowo do emerytury. Ponadto w latach 1965–1971 prowadził wykłady w Państwowej Wyższej Szkole Sztuk Plastycznych we Wrocławiu. W 1998 r. przeszedł na emeryturę.
Uczestniczył w wykopaliskach w Bułgarii i ZSRR, a od 1977 do 1989 r. kierował ekspedycją uczelni wrocławskiej w Novae w Bułgarii. Rozpropagował wówczas stosowanie metod zaczerpniętych z archeologii pradziejowej, m.in. metody stratygraficznej. Prowadził badania w zakresie kultury świata antycznego i ikonografii antycznej. Był promotorem dwóch prac doktorskich. Był członkiem komitetu redakcyjnego rocznika „Archeologia”.
Działał we Wrocławskim Towarzystwie Naukowym, Polskim Towarzystwie Archeologicznym i Numizmatycznym, uczelnianej komisji NSZZ Solidarność, Komitecie Nauk o Kulturze Antycznej PAN, Komisji Nauk Humanistycznych i Komisji Archeologicznej PAN, Polskim Towarzystwie Filologicznym, Stowarzyszeniu Naukowym Archeologów Polskich, Polskim Towarzystwie Sztuk Pięknych, Wrocławskim Towarzystwie Przyjaciół Sztuk Pięknych, Klubie Inteligencji Katolickiej i PAX Christi.
W latach 1990–1994 zasiadał w Radzie Miejskiej Wrocławia z listy Solidarnościowego Porozumienia Wyborczego.
Zmarł 7 lipca 2014 r. we Wrocławiu i został pochowany na Cmentarzu Osobowickim we Wrocławiu.

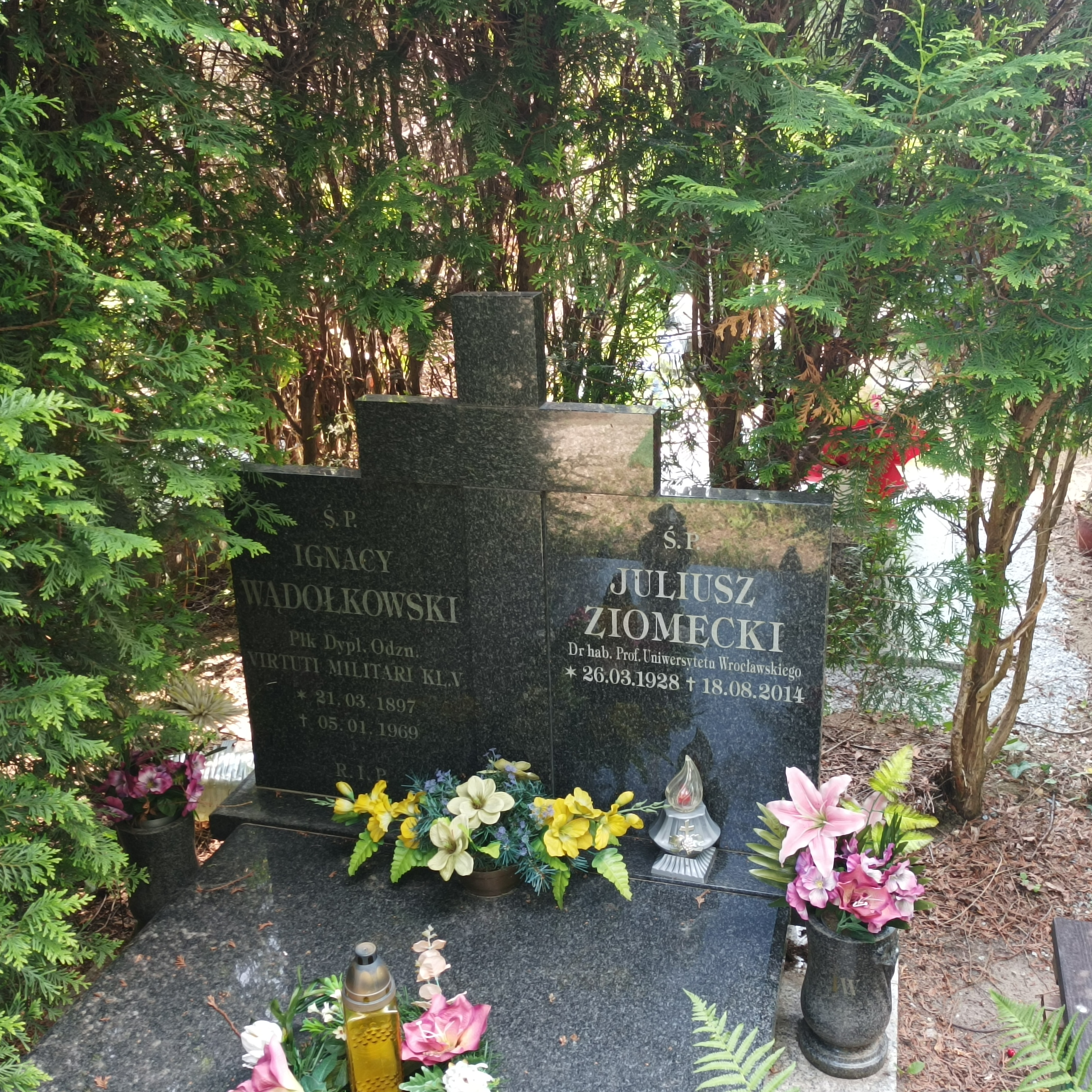
Grób Ignacego Wądołkowskiego i Juliusza Ziomeckiego na Cmentarzu Osobowickim

## Odznaczenia
- Złoty Krzyż Zasługi (1988 r.)
- Medal Komisji Edukacji Narodowej (2001 r.)
- Srebrna Odznaka Ministerstwa Kultury i Sztuki „Za opiekę nad zabytkami” (1972 r.)